# Gmina Szamocin
Die Gmina Szamocin ist eine Stadt-und-Land-Gemeinde im Powiat Chodzieski der Woiwodschaft Großpolen in Polen. Ihr Sitz ist die gleichnamige Stadt (deutsch Samotschin) mit etwa 4200 Einwohnern.

## Geographie
Die Gemeinde liegt im Nordosten der Woiwodschaft, die Grenze zur Woiwodschaft Kujawien-Pommern ist nur zwei Kilometer entfernt. Die Nordgrenze der Gemeinde wird durch die Netze gebildet.

## Geschichte
Die Gemeinde besteht seit 1973. Sie kam von 1975 bis 1998 zur neu gebildeten Woiwodschaft Piła, die 1999 wieder aufgelöst wurde.

## Partnerschaften
Die Gemeinde Szamocin unterhält eine Partnerschaft mit der niedersächsischen Gemeinde Grasberg in Deutschland.

## Gliederung
Die Stadt-und-Land-Gemeinde Szamocin besteht aus der Stadt selbst, 11 Dörfern mit Schulzenämtern (gekennzeichnet mit *) sowie kleineren Ortschaften:
| Name          | deutscher Name (1815–1919)       | deutscher Name (1939–1945)                  |
| ------------- | -------------------------------- | ------------------------------------------- |
| Antoniny      | Antonienhof                      | Antonienhof                                 |
| Atanazyn *    | Athanasienhof                    | Athanasienhof                               |
| Borówki       | Borowo Hauland 1906–1919 Waldtal | Waldtal                                     |
| Borowo *      | Borowo 1906–1919 Waldberg        | Waldberg                                    |
| Heliodorowo * | Heliodorowo 1904–1919 Helldorf   | Helldorf                                    |
| Jaktorowo     | Jaktorowo                        | Schönrode                                   |
| Józefowice    | Josephsruh                       | Josefsruh                                   |
| Józefowo      | Josephowo                        | Josefshof                                   |
| Kosarzyn      | Hammermühle                      | Hammermühle                                 |
| Laskowo *     | Laskowo 1906–1919 Seefeld        | Seefeld                                     |
| Lipa *        | Liepe                            | Netzliepe                                   |
| Lipia Góra *  | Lindenwerder                     | Lindenwerder                                |
| Mielimąka     | Muchmühle                        | Muchmühle                                   |
| Nadolnik      | Kolonie Nadolnik                 | Kolonie Nadolnik                            |
| Nałęcza *     | Nalentscha                       | Wiesendorf                                  |
| Nowy Dwór *   | Neuhof                           | Neuhof                                      |
| Piłka         | Sägemühle                        | Sägemühle                                   |
| Raczyn *      | Ratschin                         | Ratschin                                    |
| Sokolec       | Sokolitz                         | Sokolitz                                    |
| Strzelczyki   | Strelitz Hauland                 | Strelitzhauland                             |
| Swoboda *     | Freirode                         | Freirode                                    |
| Szamocin      | Samotschin                       | 1939–1943 Samotschin 1943–1945 Fritzenstadt |
| Szamoty *     | Freundsthal                      | Freundstal                                  |